# 닉 헌들리
니콜라스 존 헌들리(영어: Nicholas John Hundley, 1983년 9월 8일 ~ )는 미국 메이저 리그 출신의 포수이다.